# Damernas fristående i gymnastik vid olympiska sommarspelen 1992
Damernas fristående i gymnastik vid olympiska sommarspelen 1992 avgjordes den 26 juli-1 augusti i Palau d'Esports de Barcelona.

## Medaljörer
| Gren                | Guld                        | Silver                 | Brons                    |
| Damernas fristående | Lavinia Miloșovici Rumänien | Henrietta Ónodi Ungern | Cristina Bontaș Rumänien |
| Damernas fristående | Lavinia Miloșovici Rumänien | Henrietta Ónodi Ungern | Shannon Miller USA       |
| Damernas fristående | Lavinia Miloșovici Rumänien | Henrietta Ónodi Ungern | Tatiana Gutsu OSS        |

## Resultat

### Kval
| Placering | Gymnast                   | Poäng  |
| --------- | ------------------------- | ------ |
| 1         | Svetlana Boginskaja (EUN) | 19.900 |
| 1         | Cristina Bontaș (ROU)     | 19.900 |
| 3         | Henrietta Ónodi (HUN)     | 19.862 |
| 3         | Lavinia Miloșovici (ROU)  | 19.862 |
| 5         | Tatiana Gutsu (EUN)       | 19.850 |
| 5         | Kim Zmeskal (USA)         | 19.850 |
| 8         | Shannon Miller (USA)      | 19.787 |
| 11        | Sylvia Mitova (BUL)       | 19.762 |

### Final
| Placering | Gymnast                  | Poäng  |
| --------- | ------------------------ | ------ |
|           | Lavinia Miloșovici (ROU) | 10.000 |
|           | Henrietta Ónodi (HUN)    | 9.950  |
|           | Shannon Miller (USA)     | 9.912  |
|           | Cristina Bontaș (ROU)    | 9.912  |
|           | Tatiana Gutsu (EUN)      | 9.912  |
| 6         | Kim Zmeskal (USA)        | 9.900  |
| 7         | Oksana Tjusovitina (EUN) | 9.812  |
| 8         | Sylvia Mitova (BUL)      | 9.400  |